# Harlekin kukkenbager
Harlekin Kukkenbager eller Pierrot Bombarderer er en pantomime i en akt af italieneren Giuseppe Casorti opført første gang på Vesterbros Morskabstheater i 1818 og senere med nypremiere d. 17. december 1847  på Casino i København, hvor den blev spillet i sæsonen 1847-1848.
| Kunst og kultur | Spire Denne artikel om scenekunst og teater er en spire som bør udbygges. Du er velkommen til at hjælpe Wikipedia ved at udvide den. |